# Świdwin
Świdwin [ˈɕfidvin], tyska: Schivelbein, kasjubiska: Skwilbëno, är en stad i nordvästra Polen, belägen vid floden Rega i den centrala delen av Västpommerns vojvodskap. Administrativt är staden en självständig stadskommun med  	15 756 invånare (2013) och huvudort för distriktet Powiat świdwiński. Omkring staden ligger landskommunen Gmina Świdwin som administreras från staden men utgör en separat kommun.

## Historia

### Namn
Staden grundades i hertigdömet Pommern på 1200-talet och var under större delen av sin historia känd som Schievelbein. Efter att staden tillfallit Polen 1945 och den tysktalande befolkningen tvångsförflyttats över gränsen döptes staden 1946 om till Świdwin, vilket sedan dess är stadens officiella namn.
Namnet kommer från det gammalpommerska ordet skwilbin som ungefär  betyder "något runt och upphöjt omflutet av vatten" - i detta fall borgen.

### Administrativ tillhörighet
Schievelbein och det omkringliggande området lydde i början av 1200-talet under hertigen Barnim I av Pommern. År 1248 donerade hertigen området till Hermann von Gleichen, biskopen av Cammin, men 20 år senare såldes området vidare till markgrevskapet Brandenburg och införlivades i landskapet Neumark. Adelssläkten Wedell köpte Schievelbein och det omgivande länet 1319, men staden övergick 1389 i Tyska ordens ägo efter att släkten Wedell hamnat i ekonomiska svårigheter. Staden var då komtur under Danzig. Staden Schievelbein såldes slutligen 1455 tillbaka till markgrevskapet Brandenburg, som den därefter under lång tid tillhörde, efter 1701 även som del av kungariket Preussen och från 1871 som del av Tyska kejsardömet.
I och med 1816 års förvaltningsreform i Preussen flyttades de administrativa gränserna så att staden nu tillhörde provinsen Pommern, som huvudort i Kreis Schievelbein i regeringsområdet Köslin. Kreis Schievelbein avskaffades 1932 och uppgick då i Landkreis Belgard. Efter andra världskriget hamnade orten öster om Oder-Neisse-linjen och tillföll Polen i enlighet med Potsdamöverenskommelsen. Sedan 1999 är staden åter huvudort i det då återinrättade distriktet Powiat świdwiński.

### 1200-talet till 1700-talet
Staden omnämns 1296 som stad och hade alltså redan vid denna tid stadsrättigheter. Under början av 1300-talet hade staden ett ekonomiskt uppsving och vid denna tid uppfördes Mariakyrkan och den väl befästa stadsmuren. Under Tyska orden kom staden under början av 1400-talet att lida under upprepade plundringar från regionala rövarbaroner, vilket avtog efter att staden blivit del av Brandenburg 1455. Staden utvecklade med tiden en omfattande bryggerinäring; handeln i stadeln begränsades dock av det faktum att staden på tre sidor gränsade till Pommern. Under trettioåriga kriget brändes staden ned i kampen mellan svenska och kejserliga styrkor om stadens slott. Efter kriget återstod endast omkring 30 hus i staden.
Återhämtningen gick långsamt och 1689 drabbades staden av en ny stor stadsbrand. Återuppbyggnaden avslutades först omkring 1720, då staden endast hade omkring 500 invånare. Väverier och skomakerier tillhörde de viktigaste näringarna under denna tid. Under sjuårskriget ockuperades staden av Ryssland.

### 1800–

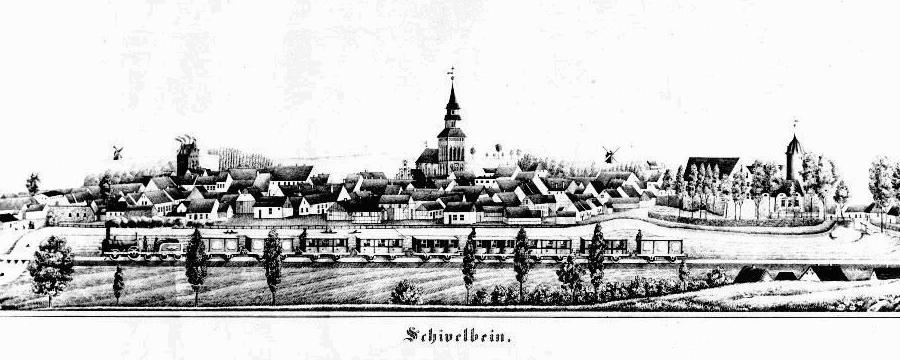
Schievelbein omkring år 1860.

Under Napoleonkrigen ockuperades staden av Frankrike. Efter kriget revs stadens befästningar för att bereda väg för nya stadsdelar. 1859 anslöts järnvägen. Omkring år 1875 hade staden på femtio år gått från att vara en jordbruksstad med något tusental invånare till en industristad med över 5 000 invånare. 1877 grundades ortens lantbruksskola.
Medan staden klarade sig oskadd i första världskriget, kom större delen av den gamla stadskärnan att förstöras i andra världskriget. Efter Röda arméns erövring av staden 1945 låg större delen av stadskärnan i ruiner. Den tysktalande befolkningen fördrevs när staden blev del av Polen och ersattes efter hand med polsktalande inflyttade från östra Polen och Ukraina. Endast slottet, Mariakyrkan och Steintor återställdes av den äldre bebyggelsen, medan bebyggelsen i övrigt huvudsakligen ersattes med modernistiska nybyggen.

## Kultur och sevärdheter
- Mariakyrkan i Świdwin är en treskeppig basilika i tegelgotik från 1300-talet. Kyrkan rekonstruerades 1947–1950 med ett enkelt pyramidtak efter att tornspiran förstörts i andra världskriget.
- Świdwins medeltida slott i gotisk stil, med stenmurade huvudbyggnader, delvis ombyggt i barockstil under 1700-talet och rekonstruerat efter andra världskriget.
- Steintor
- Bismarcktornet i stadsparken, beläget vid vojvodskapsväg 162.

## Kommunikationer
Staden ligger vid stambanan Stargard–Koszalin–Gdańsk, som bland annat trafikeras av regionaltåg mot Szczecin och i andra riktningen via Białogard mot Słupsk eller Kołobrzeg. Staden trafikeras även av fjärrtåg mot bland annat Szczecin, Gdynia, Kostrzyn nad Odrą, Olsztyn och Białystok.
Inga större nationella vägar leder genom staden. Den regionala vägen 151 (Świdwin–Gorzów Wielkopolski) leder åt sydväst från staden. Väg 152 (Płoty–Buślary) genomkorsar den i öst-västlig riktning och väg 162 (Drawsko Pomorskie–Kołobrzeg) i nord-sydlig riktning.
Świdwins militära flygbas är bas för den 21:a flygflottiljen och används bland annat av regeringsflyg.

## Kända invånare
- Grzegorz Halama (född 1970), polsk komiker och skådespelare.
- Siegfried Lemke (1921–1995), stridspilot i Luftwaffe under andra världskriget.
- Olgierd Moskalewicz (född 1974), polsk fotbollsspelare.
- Johannes Poeppel (1921–2007), general i västtyska Bundeswehr.
- Rudolf Virchow (1821–1902), tysk patolog.

## Vänorter
- Prenzlau i Landkreis Uckermark, Brandenburg, Tyskland.